# Platyzosteria scabrella
Platyzosteria scabrella är en kackerlacksart som beskrevs av Johann Gottlieb Otto Tepper 1893. Platyzosteria scabrella ingår i släktet Platyzosteria och familjen storkackerlackor. Inga underarter finns listade i Catalogue of Life.